# Gyzyl Daýhan
Gyzyl Daýhan (Kyzyl-Daykhan, persisch قزل‌دهقان) ist ein Ort in der Provinz Lebap in Turkmenistan.

## Geographie
Gyzyl Daýhan liegt am Nordufer des Amudarja zwischen Tyl'-Ter und Dostluk auf etwa 246 m Höhe. Auf dem gegenüberliegenden Flussufer liegt das Dorf Kizyl-Ayak, direkt benachbarte Siedlungen sind Olamsurhy, Burguchi und Magtymguly Daýhan Birleşigi. Gyzyl Daýhan liegt weit im Osten der Provinz Lebap und damit auch von ganz Turkmenistan. Die Flussniederungen sind eben, am Fluss ist das Land auch ziemlich fruchtbar und es wird Landwirtschaft betrieben, aber je weiter man sich vom Fluss entfernt, desto trockener wird es.

### Verkehr
Durch Gyzyl Daýhan verläuft ein Zweig der Transkaspischen Eisenbahn. Nördlich des Ortes verläuft die P-37.

## Klima
Nach dem Köppen-Geiger-System zeichnet sich Gyzyl Daýhan durch ein heißes Wüstenklima mit der Kurzbezeichnung BWh aus.
Die Winter sind kühl, die Sommer sehr heiß. Niederschlag kommt nur gering und selten, vor allem in den Herbst- und Winter-Monaten, vor.